# Klub Piłki Siatkowej Skra Bełchatów 2014-2015
Questa voce raccoglie le informazioni riguardanti il Klub Piłki Siatkowej Skra Bełchatów nelle competizioni ufficiali della stagione 2014-2015.

## Organigramma societario
Area direttiva
- Presidente: Konrad Piechocki

Area tecnica
- Allenatore: Miguel Ángel Falasca
- Allenatore in seconda: Fabio Storti

## Rosa
| N° | Nome                | Ruolo | Data di nascita   | Nazionalità sportiva |
| -- | ------------------- | ----- | ----------------- | -------------------- |
| 1  | Srećko Lisinac      | C     | 17 maggio 1992    | Serbia               |
| 2  | Mariusz Wlazły      | S/O   | 4 agosto 1983     | Polonia              |
| 6  | Karol Kłos          | C     | 8 agosto 1989     | Polonia              |
| 7  | Facundo Conte       | S     | 25 agosto 1989    | Argentina            |
| 8  | Andrzej Wrona       | C     | 27 dicembre 1988  | Polonia              |
| 9  | Maciej Muzaj        | S/O   | 21 maggio 1994    | Polonia              |
| 10 | Nicolás Uriarte     | P     | 21 marzo 1990     | Argentina            |
| 11 | Piotr Badura        | C     | 20 febbraio 1995  | Polonia              |
| 12 | Wojciech Włodarczyk | S     | 28 ottobre 1990   | Polonia              |
| 13 | Michał Winiarski    | S     | 28 settembre 1983 | Polonia              |
| 15 | Aleksa Brđović      | S/O   | 29 luglio 1993    | Serbia               |
| 16 | Kacper Piechocki    | L     | 17 dicembre 1995  | Polonia              |
| 17 | Ferdinand Tille     | L     | 8 dicembre 1988   | Germania             |
| 18 | Dawid Konieczny     | S     | 30 agosto 1994    | Polonia              |
| 18 | Nicolas Maréchal    | S     | 4 marzo 1987      | Francia              |